# Rechtuitontvanger
Een rechtuitontvanger is een eenvoudige radio-ontvanger waarin, anders dan bij de superheterodyne, de selectie van het ontvangen signaal direct in een of meer afstemkringen gebeurt. Deze techniek werd vooral in de begintijd van de radio toegepast en is in onbruik geraakt. Alleen in bijzondere situaties wordt de techniek nog toegepast. De term 'rechtuit' wijst erop dat afstemming, hoogfrequentversterking en demodulatie direct na elkaar gebeuren zonder een tussenliggende mengtrap.